# Маови
Маови је насеље у Србији у општини Шабац у Мачванском округу. Према попису из 2022. било је 534 становника.

## Галерија
- Споменици у центру села
- Споменик
- Зграда МЗ
- Зграда школе

## Демографија
У насељу Маови живи 577 пунолетних становника, а просечна старост становништва износи 41,6 година (40,0 код мушкараца и 43,2 код жена). У насељу има 220 домаћинстава, а просечан број чланова по домаћинству је 3,26.
Ово насеље је великим делом насељено Србима (према попису из 2002. године), а у последња три пописа, примећен је пад у броју становника.
|  |

| Демографија | Демографија | Демографија |
| Година      | Становника  | Становника  |
| ----------- | ----------- | ----------- |
| 1948.       | 974         |             |
| 1953.       | 1.012       |             |
| 1961.       | 984         |             |
| 1971.       | 864         |             |
| 1981.       | 777         |             |
| 1991.       | 731         | 720         |
| 2002.       | 717         | 752         |

| Етнички састав према попису из 2002.‍ | Етнички састав према попису из 2002.‍ | Етнички састав према попису из 2002.‍ | Етнички састав према попису из 2002.‍ | Етнички састав према попису из 2002.‍ |
| ------------------------------------ | ------------------------------------ | ------------------------------------ | ------------------------------------ | ------------------------------------ |
|                                      |                                      |                                      |                                      |                                      |
| Срби                                 | Срби                                 |                                      | 710                                  | 99,02%                               |
| Руси                                 | Руси                                 |                                      | 2                                    | 0,27%                                |
| Југословени                          | Југословени                          |                                      | 2                                    | 0,27%                                |
| Хрвати                               | Хрвати                               |                                      | 1                                    | 0,13%                                |
| Муслимани                            | Муслимани                            |                                      | 1                                    | 0,13%                                |
| непознато                            | непознато                            |                                      | 0                                    | 0,0%                                 |

| Година пописа     | 1948. | 1953. | 1961. | 1971. | 1981. | 1991. | 2002. |
| ----------------- | ----- | ----- | ----- | ----- | ----- | ----- | ----- |
| Број домаћинстава | 200   | 208   | 224   | 217   | 224   | 230   | 220   |

| Број чланова      | 1  | 2  | 3  | 4  | 5  | 6  | 7  | 8 | 9 | 10 и више | Просек |
| ----------------- | -- | -- | -- | -- | -- | -- | -- | - | - | --------- | ------ |
| Број домаћинстава | 49 | 48 | 33 | 30 | 31 | 13 | 10 | 4 | 2 | 0         | 3,26   |

| Пол    | Укупно | Неожењен/Неудата | Ожењен/Удата | Удовац/Удовица | Разведен/Разведена | Непознато |
| ------ | ------ | ---------------- | ------------ | -------------- | ------------------ | --------- |
| Мушки  | 309    | 94               | 178          | 25             | 10                 | 2         |
| Женски | 290    | 38               | 179          | 63             | 9                  | 1         |
| УКУПНО | 599    | 132              | 357          | 88             | 19                 | 3         |

| Пол    | Укупно                    | Пољопривреда, лов и шумарство | Рибарство                            | Вађење руде и камена | Прерађивачка индустрија       |
| ------ | ------------------------- | ----------------------------- | ------------------------------------ | -------------------- | ----------------------------- |
| Мушки  | 218                       | 155                           | 0                                    | 1                    | 21                            |
| Женски | 143                       | 122                           | 0                                    | 0                    | 6                             |
| УКУПНО | 361                       | 277                           | 0                                    | 1                    | 27                            |
| Пол    | Производња и снабдевање   | Грађевинарство                | Трговина                             | Хотели и ресторани   | Саобраћај, складиштење и везе |
| Мушки  | 1                         | 10                            | 12                                   | 0                    | 5                             |
| Женски | 1                         | 1                             | 3                                    | 1                    | 1                             |
| УКУПНО | 2                         | 11                            | 15                                   | 1                    | 6                             |
| Пол    | Финансијско посредовање   | Некретнине                    | Државна управа и одбрана             | Образовање           | Здравствени и социјални рад   |
| Мушки  | 0                         | 0                             | 6                                    | 1                    | 1                             |
| Женски | 1                         | 2                             | 0                                    | 1                    | 4                             |
| УКУПНО | 1                         | 2                             | 6                                    | 2                    | 5                             |
| Пол    | Остале услужне активности | Приватна домаћинства          | Екстериторијалне организације и тела | Непознато            | Непознато                     |
| Мушки  | 3                         | 0                             | 0                                    | 2                    | 2                             |
| Женски | 0                         | 0                             | 0                                    | 0                    | 0                             |
| УКУПНО | 3                         | 0                             | 0                                    | 2                    | 2                             |